# Fontanès-de-Sault

Fontanès-de-Sault este o comună în departamentul Aude din sudul Franței. În 1 ianuarie 2022 avea o populație de 5 de locuitori.